# Ignacio Labastida
Ignacio Labastida Velasco (Ciudad de México, 26 de octubre de 1806 - San Juan de Ulúa, Veracruz, 27 de noviembre de 1838) fue un ingeniero y militar mexicano.

## Biografía
Sus padres fueron  Manuel Labastida Ruiz de Castañeda y Ana Velasco y Sanromán. Estudió latín y filosofía y se graduó como bachiller en el Colegio de San Ildefonso. En 1823, ingresó al Colegio de Minería para cursar la carrera de ingeniería.  El 17 de julio de 1828, fue nombrado subteniente de ingenieros, cuerpo militar que fue creado durante el mandato presidencial de Guadalupe Victoria. Ascendió al rango de teniente el 31 de mayo de 1831, y al rango de capitán el 30 de junio de 1834.
Impartió clases en el Colegio Militar, el cual se ubicaba en el exconvento de Betlemitas. El 3 de marzo de 1832, tomó parte en la batalla de Tolomé, durante la cual fueron vencidas las fuerzas sublevadas de Antonio López de Santa Anna; y el 11 de mayo de 1835, en la acción militar de Zacatecas contra las fuerzas reformistas. El 3 de julio del mismo año, fue ascendido al rango de coronel por el entonces presidente Miguel Barragán. 
En 1838, durante el conflicto internacional entre México y Francia, conocido como la Guerra de los Pasteles, fue nombrado primer ayudante del batallón de Zapadores. Se le ordenó establecerse en el fuerte de San Juan de Ulúa. El 27 de noviembre, las fuerzas francesas abrieron fuego en contra de la fortaleza. El coronel Labastida y un grupo de zapadores murieron al estallar un repuesto de pólvora.